# Ascyltus minahassae
Ascyltus minahassae là một loài nhện trong họ Salticidae.
Loài này thuộc chi Ascyltus. Ascyltus minahassae được Anna Maria Sibylla Merian miêu tả năm 1911.